# セサール・チャベス

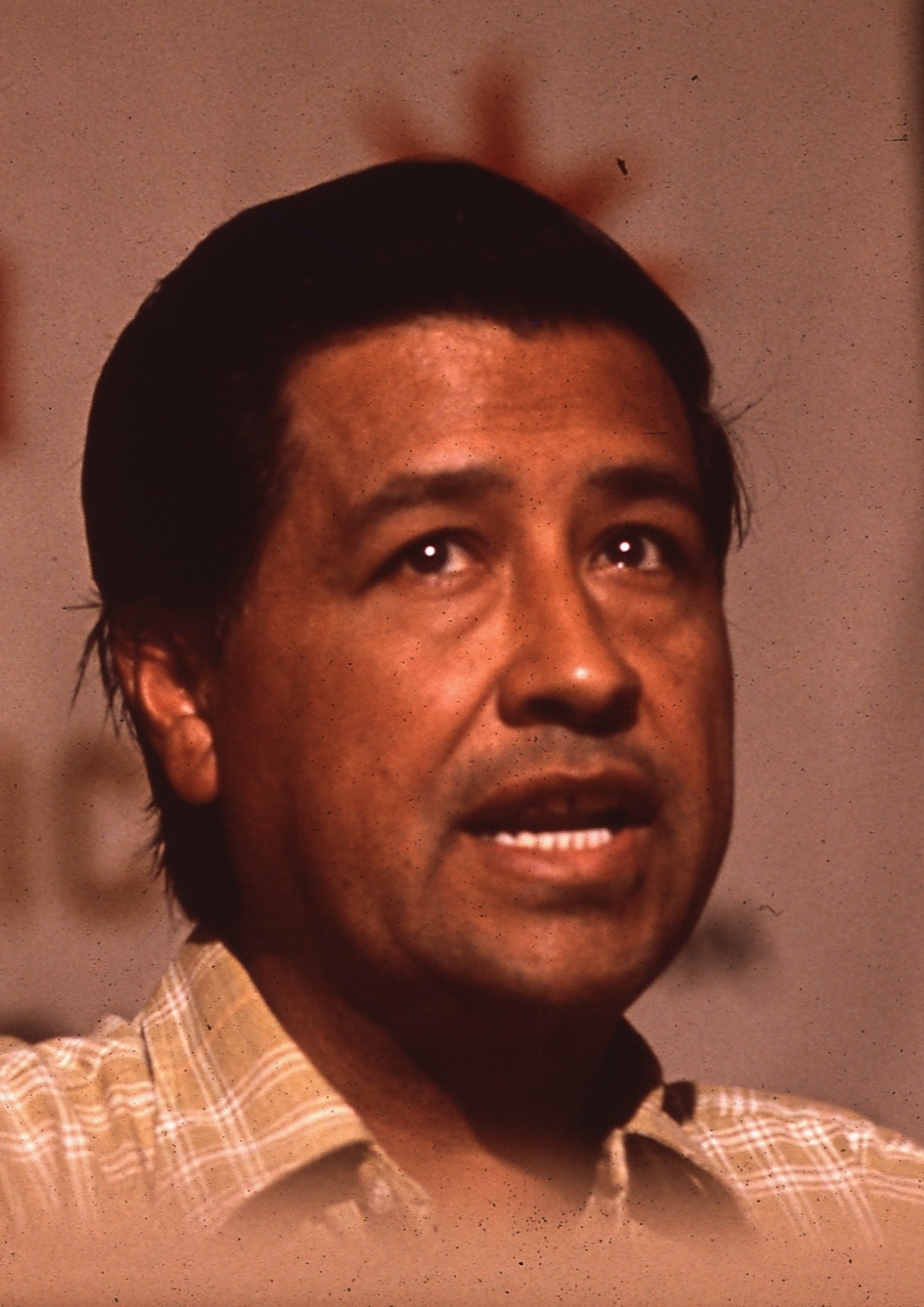
1972年

セサール・エストラダ・チャベス（英語: César Estrada Chávez、1927年3月31日 - 1993年4月23日）は、アメリカ合衆国の労働運動家。セザール・チャベスやセサル・チャベスとも表記される。

## 生涯
1927年3月31日、アメリカ合衆国アリゾナ州のユマにて、チカーノの農家の元に生まれた。1938年にカリフォルニア州に移住し、家族ともに農場で転々とした。1942年に8年を最後に学業をやめ、母親の代わりに農場で働き始めた。 第2次世界大戦が進行された1944年には海軍に入隊して軍服務を終えた後、故郷に戻り1948年に結婚した。1962年に全国農場労働者協会(NFWA)を結成した。 組織した全国農場労働者協会はのち1966年に米国農場労働者連合(UFW)に拡大された。 亡くなるまでこの協会の会長を務めた。1993年4月23日に死去。
カリフォルニア州においては誕生日である3月31日をセサール・チャベスの日と称えている。